# Tomahawk (bijl)

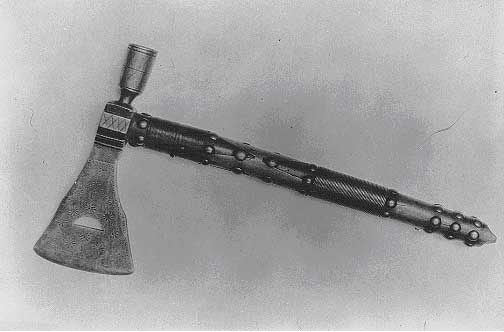
Een pijptomahawk.

Een tomahawk is een strijdbijl zoals die gebruikt werd door de oorspronkelijke bewoners van Noord-Amerika, de indianen.

## Geschiedenis
Aanvankelijk was de inlandse bijlkop van steen of hoorn. Het kon een bijl of knots zijn. Het waren de Europese kolonisten, met name de Fransen en Engelsen, die metalen gereedschappen, en dus ook bijlen binnenbrachten.
Deze ijzeren bijlen waren een begeerd object voor de inheemse bevolking en al snel ontstond er een grote ruilhandel. De zogenaamde "tradeaxes" werden aanvankelijk geproduceerd in vooral Frankrijk en Engeland, speciaal voor deze ruilhandel.
Ze werden door de indianen zelf aangepast tot de typische tomahawkvorm. Een interessant detail is dat de typische versieringen die de indianen aanbrachten, koperen en/of ijzeren klinknagels en gekleurde glazen kralen, ook weer door de blanken als ruilobjecten waren geïmporteerd.
Later werden deze bijlkoppen, kant-en-klaar, plaatselijk vervaardigd, niet enkel uit ijzer maar ook uit koper en brons. De kwaliteit van deze latere wapens ging sterk achteruit, omdat het niet in het belang was van de blanken om degelijke wapens te leveren. Aangezien de tomahawk tegen de eigen blanke bevolking werd gebruikt kwam er uiteindelijk een verbod op het leveren van ijzeren wapens.

## Vormen
Er zijn diverse vormen van tomahawks bekend. De meest bekende is waarschijnlijk wel de pijptomahawk.
Een andere bekende vorm is de kolftomahawk. Een afgebroken kolf van een Europees musket of geweer bleek voor de Indianen ideaal te zijn voor het vervaardigen van een strijdbijl of knots. Later werd deze vorm gewoon zo als tomahawk vervaardigd.